# 米迪亞波利斯 (愛荷華州)
米迪亞波利斯（英語：Mediapolis）是一個位於美國愛荷華州德梅因縣的城市。

## 地理
米迪亞波利斯的座標為41°00′30″N 91°09′53″W / 41.00833°N 91.16472°W，而該地的平均海拔高度為235米（即771英尺）。

## 人口
根據2010年美國人口普查的數據，米迪亞波利斯的面積為3.11平方千米，當中陸地面積為3.11平方千米，而水域面積為0.00平方千米。當地共有人口1560人，而人口密度為每平方千米501人。